# Omar Cuya
Omar Cuya Bravo (* Lima, 2 de setiembre de 1981 -) es un exfutbolista peruano. Jugaba de defensa.

## Clubes
| Club                 | País | Año         |
| -------------------- | ---- | ----------- |
| Virgen de Chapi      | Perú | 2001 - 2005 |
| Olímpico Somos Perú  | Perú | 2006 - 2008 |
| Deportivo Municipal  | Perú | 2009        |
| Hijos de Acosvinchos | Perú | 2010        |
| UTC                  | Perú | 2011        |
| Deportivo Municipal  | Perú | 2012 - 2013 |
| Carlos A. Mannucci   | Perú | 2015        |

- Datos: Q6050458